# أدوبيس
بلدية الطُّوب أو (نقحرة: أدوبيس) (بالإسبانية: Adobes) هي بلدية تقع في مقاطعة وادي الحجارة التابعة لمنطقة قشتالة والمنشف وسط إسبانيا.

## الديموغرافيا
بلغ عدد سكان بلدية الطُّب 52 نسمة عام 2011 (وفقاً للمعهد الوطني الإسباني للإحصاء).
| 45 | 42 | 50 | 70 | 57 | 55 | 52 |